# Филарас, Леонардос
Леонардос  Филарас (греч Λεονάρδος Φιλαράς Афины 1595—1673, известен также на французском как Leonard Philara или Villeret, Villare),
греческий учёный из Афин, политик дипломат и медик, советник французского королевского двора, протеже кардинала Ришельё Один из ранних деятелей движения за греческое освобождение.

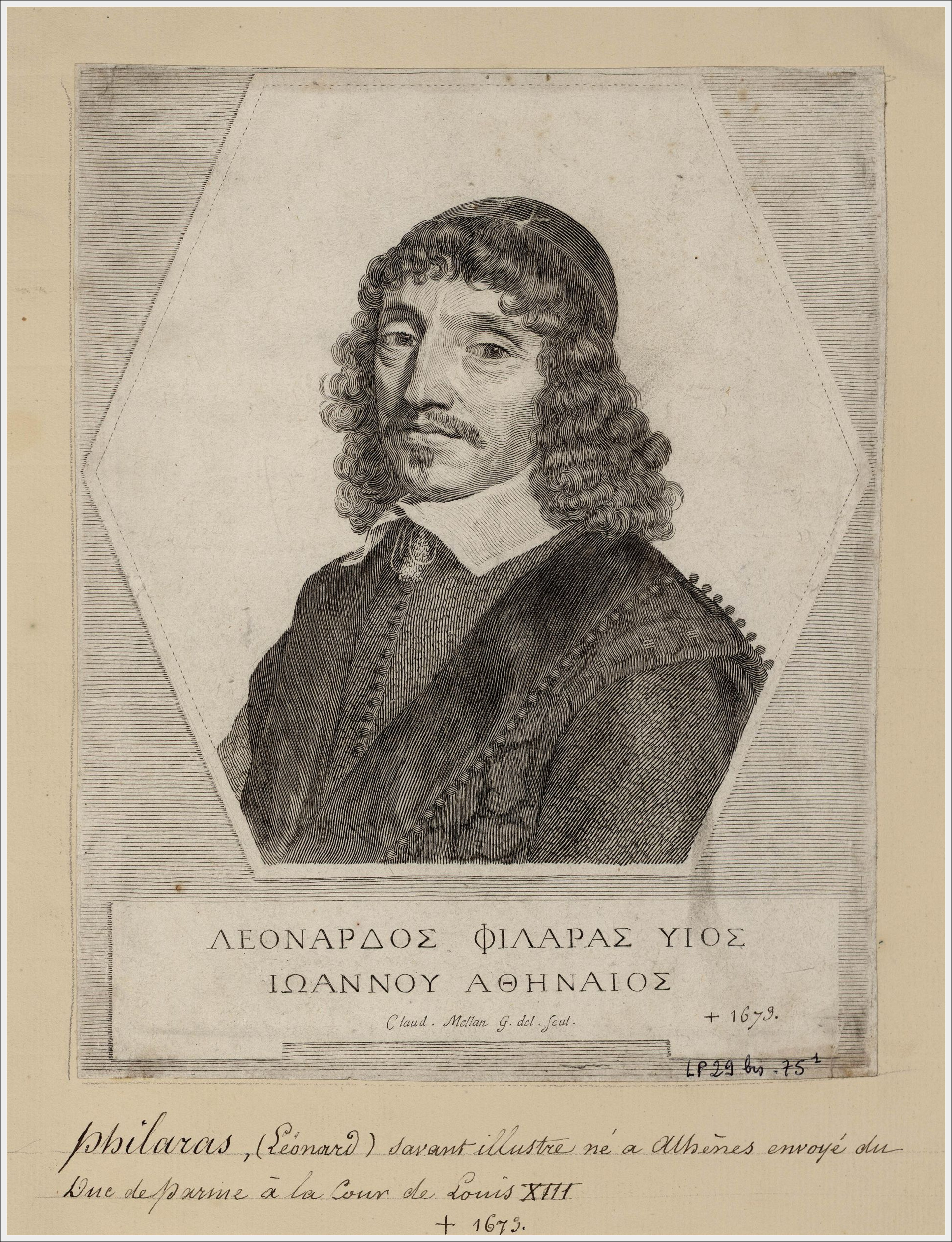
Леонардос Филарас работа Меллан, Клода, 1673.

## Биография
Леонардос Филарас — грек.
Родился в Афинах в 1595 году в знатной семье.
Переехал в Рим в молодом возрасте, где получил образование, и стал послом при французском дворе от Пармских герцогов. Филарас потратил большую часть своей карьеры и жизни пытаясь убедить Западную Европу оказать содействие в освобождении греков от турок.